# Tha Hall of Game
Tha Hall of Game é o terceiro álbum de estúdio do rapper americano E-40, lançado em 29 de Outubro de 1996 pela Jive Records e Sick Wid It Records. O álbum apresenta produção de Ant Banks, Mike Mosley, Rick Rock, Studio Ton e Tone Capone. Chegou ao número dois da Top R&B/Hip-Hop Albums e ao número quatro da Billboard 200. Um single, "Things'll Never Change"/"Rapper's Ball", chegou ao número 19 da Billboard Hot R&B/Hip-Hop Songs.

## Faixas
1. "Record Haters"
2. "Rapper's Ball" (feat. Too Short & K-Ci)
3. "Growing Up"
4. "Million Dollar Spot" (feat. 2Pac & B-Legit)
5. "Mack Minister (Skit)"
6. "I Wanna Thank You" (feat. Suga-T)
7. "The Story"
8. "My Drinking Club" (feat. Young Mugzi & Levitti)
9. "Ring It" (feat. Spice 1, Keak da Sneak & Harm)
10. "Pimp Talk (Skit)"
11. "Keep Pimpin'" (feat. D-Shot)
12. "I Like What You Do To Me" (feat. B-Legit)
13. "Things'll Never Change" (feat. Bo-Roc)
14. "Circumstances" (feat. Luniz, Cold 187um, Kokane, Celly Cel & T-Pup)
15. "It Is What It Is" (feat. Kaveo)
16. "Smebbin'"

## Histórico nas paradas
Álbum
| Parada (1996)                         | Posição topo |
| ------------------------------------- | ------------ |
| U.S. Billboard 200                    | 4            |
| U.S. Billboard Top R&B/Hip-Hop Albums | 2            |

Singles
| Canção                                    | Parada (1997)                          | Posição topo |
| ----------------------------------------- | -------------------------------------- | ------------ |
| "Things'll Never Change"/ "Rapper's Ball" | U.S. Billboard Hot 100                 | 29           |
| "Things'll Never Change"/ "Rapper's Ball" | U.S. Billboard Hot Dance Singles Sales | 26           |
| "Things'll Never Change"/ "Rapper's Ball" | U.S. Billboard Hot R&B/Hip-Hop Songs   | 19           |
| "Things'll Never Change"/ "Rapper's Ball" | U.S. Billboard Rap Songs               | 4            |
| "Things'll Never Change"/ "Rapper's Ball" | U.S. Billboard Rhythmic Airplay Chart  | 30           |